# Chivy-lès-Étouvelles
Chivy-lès-Étouvelles é uma comuna francesa na região administrativa de Altos da França, no departamento de Aisne. Estende-se por uma área de 3,54 km². Em 2010 a comuna tinha 513 habitantes (densidade: 144,9 hab./km²).